# Per Mattsson
Per Berndt Roland Mattsson, född 22 juli 1948 i Västerås, är en svensk skådespelare.

## Biografi
Mattsson började med amatörteater i Västerås och utbildades 1967-70 vid Scenskolan i Stockholm. Därefter mellanlandade han på Stockholms stadsteater ett år innan han 1972 anställdes vid Dramaten, som han sedan i stort sett förblivit trogen, utom åren 1977-79 då han på Helsingborgs stadsteater bland annat spelade Mackie Kniven i Tolvskillingsoperan och musikalen Cabaret. Bland hans många dramatenroller kan nämnas bland annat Leander i Den jäktade, rövaren Jesper i Folk och rövare i Kamomilla stad, David i Natten är dagens mor, Albany i Kung Lear, Jason i Medea, advokaten i Ett dockhem och pastorn i Fadren och han har arbetat med regissörer som Ingmar Bergman, Alf Sjöberg, Staffan Valdemar Holm. Han har medverkat i film och TV-produktioner såsom Janne Halldoffs Bröllopet, Arne Mattssons Smutsiga fingrar, Hans Alfredsons Vargens tid,  Ingmar Bergmans Fanny och Alexander och operaproduktion/-TV-film Backanterna, Gunnel Lindbloms Sommarkvällar på jorden och TV-serier som Emma åklagare och OP:7.
Mattsson tilldelades Svenska Dagbladets Thaliapris 1983 för sin roll i Natten är dagens mor. 2014 tilldelades han Gunn Wållgren-stipendiet.
2015 blev han årets O'Neill-pristagare med motiveringen "Per Mattsson ser hela människan i rollen. Han tillåter sina gestalter att vara så mycket på en gång. Allvarliga och komiska, grandiosa och ömkansvärda, muntra och sorgliga. Allt samtidigt, för han kan den enkla sanningen att människan är en orimligt märkvärdig skapelse."

## Filmografi i urval
- 1973 – Smutsiga fingrar
- 1973 – Bröllopet
- 1973 – Anita – ur en tonårsflickas dagbok
- 1974 – Karl XII (TV-film)
- 1976 – De lyckligt lottade (TV-serie)
- 1977 – Den allvarsamma leken
- 1981 – Olsson per sekund eller Det finns ingen anledning till oro
- 1981 – Snacka går ju...
- 1983 – Fanny och Alexander
- 1984 – Slagskämpen
- 1985 – August Strindberg ett liv (TV-serie)
- 1986 – Ester – om John Bauers hustru
- 1987 – Sommarkvällar på jorden
- 1988 – Venus 90
- 1989 – Kronvittnet
- 1991 – Mord och passion (TV-serie)
- 1993 – Backanterna
- 1994 – Bert (TV-serie)
- 1996 – När Finbar försvann
- 1997 – Emma åklagare (TV-serie)
- 1997 – OP:7 (TV-serie)
- 2002 – Bella bland kryddor och kriminella (TV-serie)

## Teater

### Roller (ej komplett)
| År   | Roll                        | Produktion                                                                            | Regi                 | Teater                   |
| ---- | --------------------------- | ------------------------------------------------------------------------------------- | -------------------- | ------------------------ |
| 1972 | En officer                  | Tartuffe (Tartuffe, ou l'Imposteur) Molière                                           | Mimi Pollak          | Dramaten                 |
| 1974 | Leander                     | Den jäktade (Den stundesløse) Ludvig Holberg                                          | Henning Moritzen     | Dramaten                 |
| 1977 | Läkaren                     | Gud bevare omgivningen när en människa får en idé Stig Ossian Ericson                 | Per Sjöstrand        | Dramaten                 |
| 1977 | Mackie Kniven               | Tolvskillingsoperan (Die Dreigroschenoper) Bertolt Brecht och Kurt Weill              | Hans Polster         | Helsingborgs stadsteater |
| 1978 | Mikael                      | Vernissage (Vernisáž) Václav Havel                                                    | Claes Sylwander      | Helsingborgs stadsteater |
| 1978 | Konferenciern               | Cabaret John Kander, Fred Ebb och Joe Masteroff                                       | Leif Söderström      | Helsingborgs stadsteater |
| 1978 |                             | Åh, vilket härligt krig! (Oh, What a Lovely War!) Charles Chiltom och Joan Littlewood | Jan Lewin            | Helsingborgs stadsteater |
| 1980 | Vanek                       | Attest (Atest) Pavel Kohout                                                           | Hans Klinga          | Dramaten                 |
| 1988 | Jesjua                      | Mästaren och Margarita (Мастер и Маргарита, Master i Margarita) Michail Bulgakov      | Jurij Ljubimov       | Dramaten                 |
| 1989 | Advokat Helmer              | Ett dockhem (Et Dukkehjem) Henrik Ibsen                                               | Ingmar Bergman       | Dramaten                 |
| 1990 | Mannen                      | Hon är inte här Johan Sundelius                                                       | Richard Looft        | Dramaten                 |
| 1991 | Brudgummen Pennan           | Peer Gynt Henrik Ibsen                                                                | Ingmar Bergman       | Dramaten                 |
| 1991 | Bondfolk                    | Fröken Julie August Strindberg                                                        | Ingmar Bergman       | Dramaten                 |
| 1993 | Olaf                        | Rummet och tiden (Die Zeit und das Zimmer) Botho Strauss                              | Ingmar Bergman       | Dramaten                 |
| 2005 | Profossen                   | Lika för lika (Measure for Measure) William Shakespeare                               | Yannis Houvardas     | Dramaten                 |
| 2008 | Herman Israel Jöran Persson | Tre kronor August Strindberg                                                          | Åsa Kalmér           | Dramaten                 |
| 2009 | Nim                         | Muntra fruarna i Windsor (The Merry Wives of Windsor) William Shakespeare             | John Caird           | Dramaten                 |
| 2010 | Amos Oz Mahmoud Ahmadinejad | Jerusalem 2010 Eva Bergman                                                            | Eva Bergman          | Dramaten                 |
| 2010 | Gonzalo Trinculo            | Stormen (The Tempest) William Shakespeare                                             | John Caird           | Dramaten                 |
| 2012 | Fadern Förhandlarens röst   | Rövare (Die Räuber) Friedrich Schiller                                                | Jens Ohlin           | Dramaten                 |
| 2015 | Tobias Rap                  | Trettondagsafton (Twelfth Night, or What You Will) William Shakespeare                | Åsa Melldahl         | Dramaten                 |
| 2015 | Totskij                     | Idioten Mattias Andersson efter Fjodor Dostojevskij                                   | Mattias Andersson    | Dramaten                 |
| 2016 | Johan Åkerblom              | Den goda viljan Ingmar Bergman                                                        | Eirik Stubø          | Dramaten                 |
| 2017 |                             | Stilla liv Lars Norén                                                                 | Lars Norén           | Dramaten                 |
| 2017 | Kör 1                       | Oidipus/Antigone (Οἰδίπους Τύραννος, Oidípous túrannos/Ἀντιγόνη) Sofokles             | Eirik Stubø          | Dramaten                 |
| 2018 | Pudeln                      | Faust Jens Ohlin och Hannes Meidal                                                    | Jens Ohlin           | Dramaten                 |
| 2019 | B                           | Andante Lars Norén                                                                    | Lars Norén           | Dramaten                 |
| 2019 | Domare Hathorne             | Häxjakten (The Crucible) Arthur Miller                                                | Alexander Mørk-Eidem | Kulturhuset Stadsteatern |
| 2021 |                             | Den yttersta minuten Mattias Andersson                                                | Mattias Andersson    | Dramaten                 |

### Fotnoter
1. 1 2 3  ”Per Mattsson”. Svensk Filmdatabas. http://www.sfi.se/sv/svensk-filmdatabas/Item/?type=PERSON&itemid=69983&iv=BIOGRAPHY. Läst 5 augusti 2012.
2. ↑  ”Per Mattsson och Marianne Hellgren Staykov tilldelas Gunn Wållgren-stipendiet 2014”. News Powered by Cision. https://news.cision.com/se/dramaten/r/per-mattsson-och-marianne-hellgren-staykov-tilldelas-gunn-wallgren-stipendiet-2014,c9679736. Läst 1 januari 2020.
3. ↑  ”2015 ÅRS O’NEILL-PRIS GÅR TILL PER MATTSSON”. Dramaten. Arkiverad från originalet den 10 mars 2016. https://web.archive.org/web/20160310070809/http://www.dramaten.se/Press/Pressmeddelanden/2015-ars-ONeill-pris-gar-till-Per-Mattsson/. Läst 16 oktober 2015.
4. ↑  Marcus Boldemann (2 maj 1978). ”Övertydlig 'Cabaret'”. Dagens Nyheter:  s. 20. https://arkivet.dn.se/tidning/1978-05-02/117/20. Läst 10 augusti 2021.